# Hummuli kommun
Hummuli vald är en kommun i Estland.   Den ligger i landskapet Valgamaa, i den södra delen av landet, 180 km söder om huvudstaden Tallinn.
Följande samhällen finns i Hummuli vald:
- Hummuli
- Jeti
- Piiri